# Afumați (Ilfov)
Afumaţi è un comune della Romania di 6 448 abitanti, ubicato nel distretto di Ilfov, nella regione storica della Muntenia.